# Paraechinus nudiventris
Espèce
Statut de conservation UICN

 LC  : Préoccupation mineure
Paraechinus nudiventris est une espèce de hérissons appartenant à la famille des Erinaceidés. Ce « hérisson à grandes oreilles » est originaire d'Inde où il est connu seulement par quelques témoignages provenant d'Andhra Pradesh, Tamil Nadu du Kerala mais on suppose qu'il est largement distribué jusqu'à 700 m d'altitude.

## Synonymes
- Erinaceus nudiventris Horsfield, 1851
- Hemiechinus nudiventris (Horsefield, 1851)
- Paraechinus micropus (Horsfield, 1851) ssp. nudiventris